# Amaui
Amaui (Myadestes woahensis) är en utdöd fågel i familjen trastar inom ordningen tättingar. Fågeln förekom på ön Oahu och rapporterades senast 1825. Den kategoriserades tidigare ofta som underart till olomao (Myadestes lanaiensis).